# Hawkeye, Showman
Hawkeye, Showman è un cortometraggio muto del 1912 diretto e interpretato da Hay Plumb.
Si conoscono pochi dati del film che, prodotto dalla Hepworth, fu distrutto nel 1924 dallo stesso produttore, Cecil M. Hepworth. Fallito, in gravissime difficoltà finanziarie, il produttore pensò in questo modo di poter almeno recuperare il nitrato d'argento della pellicola.

## Trama
Un uomo di spettacolo offre del denaro a chi lo legherà in un nodo che lui non riuscirà a sciogliere. Peccato che il trucco consista in un complice nascosto.

## Produzione
Il film fu prodotto dalla Hepworth.

## Distribuzione
Distribuito dalla Hepworth, il film - un cortometraggio di  - uscì nelle sale cinematografiche britanniche nel dicembre 1912.